# PR-580
A Rodovia PR-580 é uma estrada pertencente ao governo do Paraná, que faz a ligação entre a cidade de Umuarama e a rodovia PR-682, no Distrito de Serra dos Dourados.

## Denominação
- Rodovia Ângelo Moreira da Fonseca, em toda a sua extensão, de acordo com a Lei Estadual 8.572 de 15/10/1987.[1]

## Trechos da Rodovia
A rodovia possui uma extensão total de aproximadamente 16,4 km em seu único trecho, conforme listado a seguir:
| Início do Trecho | Final do Trecho                           | Extensão | Situação    |
| ---------------- | ----------------------------------------- | -------- | ----------- |
| Umuarama         | Entroncamento PR-682 (Serra dos Dourados) | 16,4 km  | Pavimentado |

Extensão pavimentada: 16,4 km (100,00%)